# Helgersdorf
Helgersdorf ist ein Stadtteil von Netphen im Kreis Siegen-Wittgenstein in Nordrhein-Westfalen mit 349 Einwohnern (Stand: 30. Juni 2022).

## Geographie
Helgersdorf, Fluss aufwärts von Salchendorf gelegen, hat eine Fläche von 2,4 km² und liegt zwischen 350 und 400 m ü. NN. Höchster Berg in nächster Umgebung ist der Berg Kalte Bären mit 465 m ü. NN. Durch den Ort fließt der Sieg-Zufluss Werthenbach, in den Mittel- und Schalkenbach münden.
Nachbarorte von Helgersdorf sind Grissenbach im Norden, Nenkersdorf im Nordosten, Werthenbach im Osten, Irmgarteichen im Südosten, Gernsdorf im Süden, Rudersdorf im Südwesten, Anzhausen im Westen und Salchendorf im Nordwesten, wobei Helgersdorf an Letztgenannten bereits angewachsen ist.

## Geschichte
Helgersdorf wurde im Jahr 1340 erstmals urkundlich erwähnt. Bereits im 15. Jahrhundert stand in Helgersdorf eine Mühle. 1886 wurde die alte Schule geschlossen und 1905 in eine Kapelle umgebaut. Zu dieser Zeit bestand der Ort aus 21 Häusern. Seit 1919 ist hiesig die Wurstekommission vertreten.
Im Ortsgebiet gab es die Grube Jakobus von 1857 bis 1937. Stillgelegt wurde sie zwar schon 1881, in Betrieb war sie aber nochmal von 1899 bis 1900, von 1932 bis 1933 und im Jahr 1937. Ein Schürfrecht bestand ab 5. Januar 1858. Ab 1950 diente die Grube als Wassergewinnungsanlage. Der Spitzname der Grube Jakobus lautet „Nasser Jakob“.
Am 1. Januar 1969 wurde das Amt Netphen aufgelöst und die eigenständige Gemeinde Helgersdorf im Zuge der kommunalen Neugliederung in die neue Großgemeinde Netphen eingegliedert, seit 2000 ist der Ort ein Stadtteil.

### Einwohnerzahlen
Einwohnerzahlen des Ortes:
| Jahr | Einwohner |
| ---- | --------- |
| 1818 | 92        |
| 1871 | 131       |
| 1885 | 133       |
| 1895 | 141       |
| 1897 | 141       |
| 1905 | 126       |
| 1910 | 122       |

| Jahr | Einwohner |
| ---- | --------- |
| 1925 | 132       |
| 1933 | 158       |
| 1939 | 182       |
| 1946 | 202       |
| 1950 | 200       |
| 1958 | 205       |
| 1961 | 244       |

| Jahr | Einwohner |
| ---- | --------- |
| 1967 | 281       |
| 1969 | 297       |
| 1988 | 397       |
| 1994 | 410       |
| 1996 | 401       |
| 2004 | 396       |
| 2005 | 348       |

| Jahr | Einwohner |
| ---- | --------- |
| 2009 | 324       |
| 2012 | 307       |
| 2013 | 300       |
| 2015 | 297       |
| 2018 | 319       |
| 2021 | 324       |
| 2022 | 349       |

## Verkehr
Durch Helgersdorf führten die Gleise der Johannlandbahn. An die A 45 ist der Ort über die Abfahrt Wilnsdorf angebunden. Den Busverkehr übernimmt die VWS.

## Soziale Einrichtungen
Soziale oder öffentliche Einrichtungen sind
- das Bürgerhaus
- ein Kinderspielplatz – („Bolzplatz abgeschafft 2023“)
- eine Grillhütte
- ein Dorfplatz mit dem Mahnglockenturm
- und eine kath. Kapelle „St. Elisabeth“ sowie ein Friedhof.

## Sehenswürdigkeiten
Sehenswürdigkeiten in Helgersdorf sind der Mahnglockenturm, der Backes (altes Backhaus), die alte Mühle und Kapelle „St. Elisabeth“.